# Tiêu chuẩn Internet
Một tiêu chuẩn Internet là một đặc điểm kỹ thuật mà rất lợi ích cho Internet, đã chứng minh được sự hoàn thiện và được hỗ trợ bởi công chúng nói chung. Danh hiệu này được Hội đồng Kiến trúc Internet trao cho theo đề nghị của Internet Engineering Task Force (IETF).Thủ tục tiêu chuẩn hóa được giới thiệu vào cuối năm 1988 . Toàn bộ quá trình mất ít nhất vài tháng và thường thì kéo dài trong vài năm. Trong nhiều trường hợp, nó được hoãn không thời hạn.
Mỗi tiêu chuẩn Internet đều là một Request for Comments được lựa chọn, hoặc một bộ gồm nhiều RFC.

## Thí dụ
Một thí dụ dễ hiểu là tiêu chuẩn Internet 13, Hệ thống tên miền, có mục đích là để những trang mạng trong Internet như Wikipedia và Wikipedia tiếng Việt không chỉ bằng một con số, mà bằng một tên như wikipedia.org und vi.wikipedia.org có thể truy cập được.